# 徐卫林
徐卫林（1969年4月—），男，汉族，湖北罗田人，中国纺织材料专家，先后毕业于武汉纺织工学院、西北纺织工学院、东华大学，武汉纺织大学党委副书记、校长、教授、博士生导师，中国工程院院士。